# 트로이 패럿
트로이 대니얼 패럿(Troy Daniel Parrott, 2002년 2월 4일 ~ )은 아일랜드의 축구 선수로 현재 잉글랜드 프리미어리그의 토트넘 홋스퍼에서 스트라이커로 뛰고 있다.